# Gran Premio de la Ciudad de la Música

Nashville Superspeedway.

El Gran Premio de la Ciudad de la Música (oficialmente: Music City Grand Prix) es una carrera de la IndyCar Series que se lleva en Nashville, Tennessee desde 2021. Bajo otros nombres (Harrah's 200 y Firestone Indy 200), la carrera se realizó entre 2001 y 2008. El evento ha tenido lugar mayormente en el Nashville Superspeedway, pero también compitieron en un circuito urbano que atravesaba el Río Cumberland.

## Historia

### Primera etapa
Entre 2001 y 2008, la IRL/IndyCar Series visitó la ciudad para competir en el Nashville Superspeedway.  La primera edición llevó el nombre de Harrah's 200, para luego llamarse Firestone Indy 200 en las restantes. El evento se caracterizaba por disputarse los sábados y entregar por trofeo una guitarra Gibson.  Con tres victorias consecutivas a partir de 2006, Scott Dixon fue el más ganador de este evento. Para 2009, fue remplazado por el Gran Premio de Toronto.

### Circuito urbano

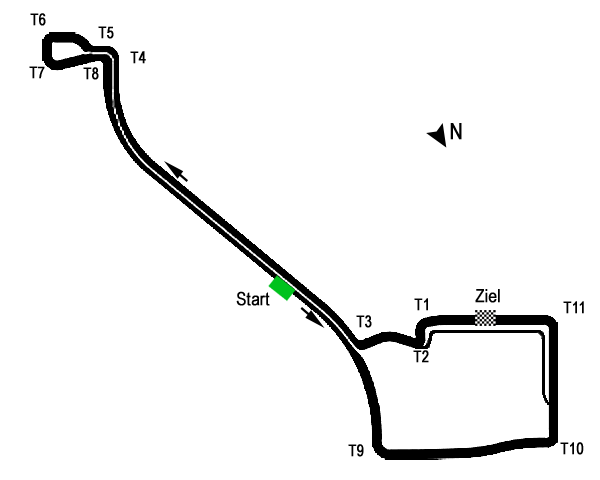
Circuito urbano de Nashville.

El 16 de septiembre de 2020, la IndyCar Series anunció la incorporación del Music City Grand Prix como una carrera de circuito urbano en el centro de Nashville para su calendario de 2021. Este anuncio se produjo después de tres años de discusión entre los funcionarios de deportes y turismo de Nashville y los ejecutivos de IndyCar, que anteriormente habían resultado en tres propuestas fallidas para una carrera allí. El Gran Premio de la Ciudad de la Música es financiado con fondos privados y tiene un contrato de tres años para las carreras de la IndyCar. El éxito de Nashville como anfitrión del Draft de la NFL de 2019 fue uno de los factores decisivos para que la carrera se hiciera realidad, según el presidente y director ejecutivo de Penske Entertainment Corporation, Mark Miles. Los Tennessee Titans servirán como anfitriones de la carrera.
El circuito medía 2.17 millas (3.49 km) e incluye 11 curvas. Pasando junto al Nissan Stadium, la característica más notable del circuito es su recta de 3578 pies (1.091 m) a través del Puente Conmemorativo de los Veteranos de la Guerra de Corea, que cruza el río Cumberland. El diseño del puente hacía  que la pista sea la única de IndyCar y una de las pocas en el mundo que atraviesa una masa de agua significativa. Se esperaba que las velocidades máximas para la carrera de IndyCar sean de alrededor de 200 millas por hora (320 km/h). La pista varíaba en ancho desde un mínimo de 37 pies (11 m) hasta un máximo de 80 pies (24 m). Como en el Mid-Ohio Sports Car Course, el circuito de Nashville utilizó una ubicación diferente para comenzar la carrera (entre las curvas 3 y 4) que la línea de meta. La Escuela de Administración de Construcción y Concreto de la Universidad Estatal de Middle Tennessee creó mezclas de concreto para las barreras de la pista y la hilera de boxes.
El director ejecutivo de la carrera, Matt Crews, señaló que los organizadores del evento planean «limitar las interrupciones del tráfico tanto como sea posible». El diseñador de pistas Tony Cotman evitó intencionalmente las calles principales de Nashville para no afectar negativamente al turismo. Al hablar sobre el diseño del circuito, llamó al Puente Conmemorativo de los Veteranos de la Guerra de Corea uno de esos puntos de referencia en los que ves ese puente en la televisión o en las fotos y sabrás exactamente dónde está. «Es como ver al RMS Queen Mary en el fondo en Long Beach». Cotman también señaló que espera que las curvas 1, 2 y 7 sean los mejores lugares para pasar en el circuito.
El Gran Premio de la Ciudad de la Música se convirtió en el circuito urbano incorporado al calendario de la IndyCar desde el Gran Premio de Houston en 2013. También se convirtió en la primera carrera de la categoría en la ciudad desde que la Firestone Indy 200 se llevó a cabo en el Nashville Superspeedway entre 2001 y 2008.
El dos veces campeón de la IndyCar Series y nativo del área de Nashville, Josef Newgarden, calificó la carrera como «el destino número uno fuera de la Indy 500». El alcalde de Nashville, John Cooper, llamó a la carrera «un catalizador para nuestra recuperación económica».
El Gran Premio inaugural se realizó a las 5:30 P. m. EDT del 8 de agosto de 2021.  El sueco Marcus Ericsson se alzó con la victoria a pesar de verse involucrado en un incidente temprano en el que su coche salió volando. La carrera estuvo llena de incidentes, con nueve periodos de precaución que resultaron en un total de 33 de las 80 vueltas del evento bajo precaución y dos detenciones de la carrera. Al año siguiente, la victoria fue para Scott Dixon en una nueva carrera llena de incidentes, con un total de ocho banderas amarillas. y una bandera roja a cuatro vueltas del final.
La edición de 2023, a pesar de una bandera roja, se disputó casi en su totalidad bajo bandera verde y fue para Kyle Kirkwood. Esta resultó ser la última en el circuito urbano, ya que para 2024 la carrera se trasladó al Nashville Superspeedway. Fue programada como la última carrera de la temporada e iba a disputarse en el mismo circuito, pero con modificaciones.
Campeonatos como la Stadium Super Trucks, la GT America y Indy Lights compitieron como apoyo.

### Regreso al Superspeedway
En 2024, el Music City Grand Prix se trasladó al superóvalo de la ciudad. Ese año, Colton Herta logró la victoria mientras Álex Palou ganó su tercer título.

## Resultados
| Año       | Fecha            | Piloto           | Equipo                              | Chasis        | Motor         | Distancia de carrera | Distancia de carrera    | Tiempo de carrera | Velocidad promedio (mph) | Ref.          |
| Año       | Fecha            | Piloto           | Equipo                              | Chasis        | Motor         | Vueltas              | Millas (km)             | Tiempo de carrera | Velocidad promedio (mph) | Ref.          |
| --------- | ---------------- | ---------------- | ----------------------------------- | ------------- | ------------- | -------------------- | ----------------------- | ----------------- | ------------------------ | ------------- |
| 2001      | 21 de julio      | Buddy Lazier     | Hemelgarn Racing                    | Dallara       | Oldsmobile    | 200                  | 266.6 (429.051)         | 1:44:44           | 144.809                  | [ 22 ]        |
| 2002      | 20 de julio      | Alex Barron      | Blair Racing                        | Dallara       | Chevrolet     | 200                  | 266.6 (429.051)         | 2:01:53           | 127.997                  | [ 22 ]        |
| 2003      | 19 de julio      | Gil de Ferran    | Team Penske                         | Dallara       | Toyota        | 200                  | 266.6 (429.051)         | 1:53:18           | 137.679                  | [ 22 ]        |
| 2004      | 17 de julio      | Tony Kanaan      | Andretti Green Racing               | Dallara       | Honda         | 200                  | 266.6 (429.051)         | 1:55:35           | 134.975                  | [ 22 ]        |
| 2005      | 16 de julio      | Dario Franchitti | Andretti Green Racing               | Dallara       | Honda         | 200                  | 266.6 (429.051)         | 1:57:13           | 133.089                  | [ 22 ]        |
| 2006      | 15 de julio      | Scott Dixon      | Chip Ganassi Racing                 | Dallara       | Honda         | 200                  | 266.6 (429.051)         | 1:36:46           | 161.205                  | [ 22 ]        |
| 2007      | 15 de julio      | Scott Dixon      | Chip Ganassi Racing                 | Dallara       | Honda         | 200                  | 266.6 (429.051)         | 1:35:06           | 164.03                   | [ 22 ]        |
| 2008      | 12 de julio      | Scott Dixon      | Chip Ganassi Racing                 | Dallara       | Honda         | 171*                 | 227.943 (366.838)       | 1:30:05           | 148.072                  | [ 22 ]        |
| 2009-2023 | No se disputó    | No se disputó    | No se disputó                       | No se disputó | No se disputó | No se disputó        | No se disputó           | No se disputó     | No se disputó            | No se disputó |
| 2021      | 8 de agosto      | Marcus Ericsson  | Chip Ganassi Racing                 | Dallara       | Honda         | 80                   | 173,6 millas (279,4 km) | 2:18:50           | 72.607                   | [ 23 ]        |
| 2022      | 7 de agosto      | Scott Dixon      | Chip Ganassi Racing                 | Dallara       | Honda         | 80                   | 173,6 millas (279,4 km) | 2:06:24           | 79.744                   | [ 23 ]        |
| 2023      | 6 de agosto      | Kyle Kirkwood    | Andretti Autosport                  | Dallara       | Honda         | 80                   | 173,6 millas (279,4 km) | 1:58:02           | 85.396                   | [ 23 ]        |
| 2024      | 15 de septiembre | Colton Herta     | Andretti Global with Curb-Agajanian | Dallara       | Honda         | 206                  | 273.98 (440.93)         | 1:43:15           | 159.207                  | [ 22 ]        |
| 2025      |                  | Bandera de ?     |                                     |               |               |                      |                         |                   |                          | [ 22 ]        |